# Нуну Пінту
Нуну Мігел Соуза Пінту (порт. Nuno Miguel Sousa Pinto; 6 серпня 1986, Віла-Нова-ді-Гайя) — португальський футболіст, захисник клубу «Віторія».

## Кар'єра
Пінту є вихованцем португальського клубу «Боавішта», за молодіжну команду якої виступав з 2003 по 2005 рік. У 2005 році був переведений в першу команду, в складі якої йому не вдалося закріпитися, результатом чого стали два роки в оренді — у командах «Вілановенсе» і «Трофенсі». У 2008 році Нуну перейшов у футбольний клуб «Насьйонал», у складі якого виступав три сезони.
У 2011 році Нуну Пінту вперше покинув чемпіонат Португалії і перебрався в болгарське «Левскі», де був основним гравцем. 
З січня 2014 року Пінту виступав в українській команді «Таврія», до якої приєднався безкоштовно на правах вільного агента. До літа зіграв у 8 матчах Прем'єр-ліги, після чого клуб був розформований, а португалець перейшов у румунську «Астру».
Влітку 2015 року повернувся на батьківщину, ставши гравцем «Віторії» (Сетубал).